# Lotus 94T
A Lotus 94T egy Formula–1-es versenyautó, amelyet a Team Lotus tervezett és versenyeztetett az 1983-as Formula–1 világbajnokság második felében. Pilótái Elio de Angelis és Nigel Mansell voltak.

## Áttekintés
Mindössze hat hét alatt készítette el a frissen leigazolt Gérard Ducarouge tervezőmérnök, akit Peter Warr csapatfőnök azért igazolt le, hogy a korábbi, versenyképtelen autók után végre újra sikeres lehessen a csapat. Alacsonyabb, keskenyebb kasztni jellemzi, mint elődjét, és a súlyeloszlása is jobb. A brit nagydíjon mutatkozott be, ahol Mansell rögton egy negyedik helyet ért el vele. Ő az idény hátralévő részében jobban is teljesített az autóval, habár Németországban visszatért az előző modellhez, Brands Hatch-ben dobogóra állhatott (és megfutotta a verseny leggyorsabb körét). De Angelis ezzel szemben egyszer ért csak célba az autóval, és egyszer szerzett egy pole pozíciót. A 95T típus ennek a modellnek a továbbfejlesztése volt.

## Eredmények
(félkövérrel jelölve a pole pozíció, dőlt betűvel a leggyorsabb kör)
| Év   | Csapat                 | Motor               | Gumik | Pilóták         | 1   | 2   | 3   | 4   | 5   | 6   | 7   | 8   | 9   | 10  | 11  | 12  | 13  | 14  | 15  | Pontok | Helyezés |
| ---- | ---------------------- | ------------------- | ----- | --------------- | --- | --- | --- | --- | --- | --- | --- | --- | --- | --- | --- | --- | --- | --- | --- | ------ | -------- |
| 1983 | John Player Team Lotus | Renault Gordini EF1 | P     |                 | BRA | USW | FRA | SMR | MON | BEL | DET | CAN | GBR | GER | AUT | NED | ITA | EUR | RSA | 11*    | 8.       |
| 1983 | John Player Team Lotus | Renault Gordini EF1 | P     | Elio de Angelis |     |     |     |     |     |     |     |     | KI  | KI  | KI  | KI  | 5   | KI  | KI  | 11*    | 8.       |
| 1983 | John Player Team Lotus | Renault Gordini EF1 | P     | Nigel Mansell   |     |     |     |     |     |     |     |     | 4   |     | 5   | KI  | 8   | 3   | KI  | 11*    | 8.       |

* 1983-ban a 92-es és a 93T-s modellt is használta a Lotus, de az összes pontot a 94T-vel szerezték. Mansell a német nagydíj szabadedzésén a 94T-t használta, a versenyen azonban a 93T-vel indult.

## Fordítás
Ez a szócikk részben vagy egészben  a   Lotus 94T című angol Wikipédia-szócikk ezen változatának fordításán alapul.  Az eredeti cikk szerkesztőit annak laptörténete sorolja fel. Ez a jelzés csupán a megfogalmazás eredetét és a szerzői jogokat jelzi, nem szolgál a cikkben szereplő információk forrásmegjelöléseként.